# Clausen (Luxemburg)

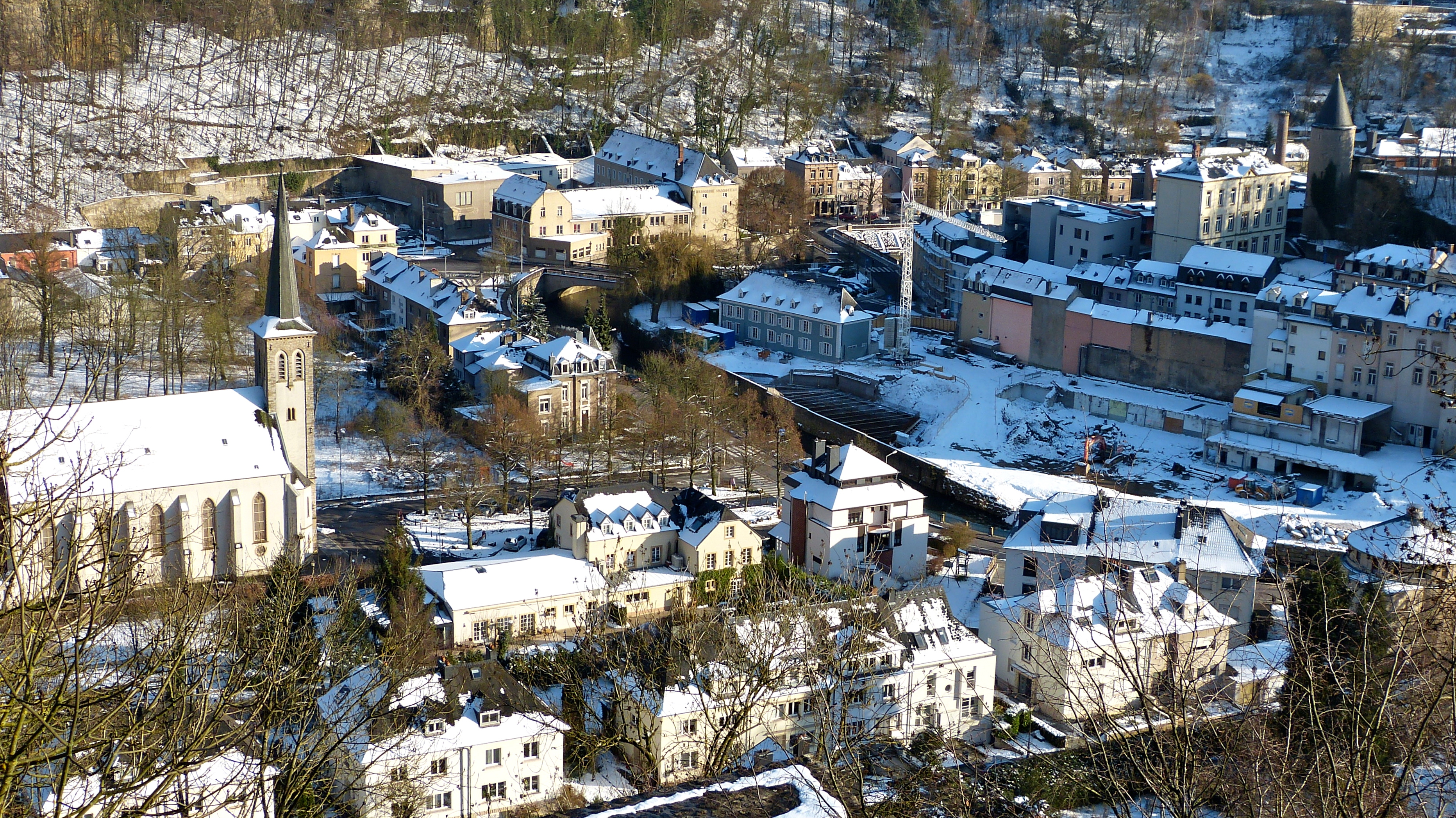
Winters zicht op Clausen

Clausen (Luxemburgs: Clausen) is een plaats en een van de oudste stadsdelen van Luxemburg-Stad. 

## Geografie
Clausen is een van de kleinste stadsdelen, het is 36,06 ha groot, en ligt in het centrum van de stad. Het gebied wordt doorsneden door de rivier Alzette. Het stadsdeel grenst in het noorden aan de Kirchberg, in het oosten aan Neudorf-Weimershof en Cents, in het zuiden aan Grund en in het westen aan Pfaffenthal. 

## Geschiedenis
De naam Clausen is afgeleid van de Klaus, de kluizenarij van de abdij van Neumünster, die op de plek stond waar Peter Ernst I van Mansfeld in 1563 het kasteel La Fontaine liet bouwen. Voor de bouw van het kasteel liet Mansfeld de loop van de Alzette veranderen en de weg tussen Neidorf en Clausen afsnijden. Een eeuw later versterkte en vergrootte Vauban de nabij gelegen vesting Luxemburg, maar besloot om tactische redenen Clausen daarin niet op te nemen. Van het kasteel zijn nog restanten zichtbaar.
In Clausen waren eeuwenlang diverse brouwerijen gevestigd en vond er vooral landbouw plaats. Na de aanleg van de spoorlijn rond 1860 werden er geleidelijk meer woningen gebouwd. In de 21e eeuw is Clausen een van de uitgaansplaatsen binnen het Luxemburgs nachtleven, met diverse restaurants en bars.

## Bevolking
In 2022 telde Clausen 1.060 inwoners, waarvan 25,75% met de Luxemburgse nationaliteit.

## Geboren
- Émile Mousel (1843-1910), bierbrouwer, burgemeester van Luxemburg
- Pierre Federspiel (1864-1924), beeldhouwer en medailleur
- Robert Schuman (1886-1963), premier van Frankrijk

## Galerij

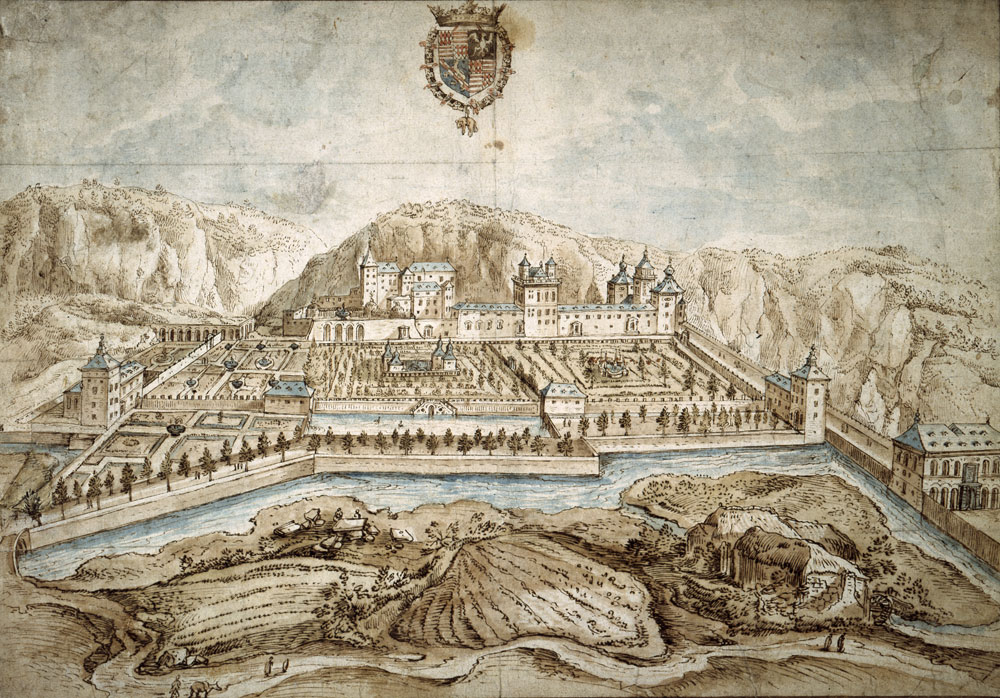
Kasteel La Fontaine, eind 16e eeuw
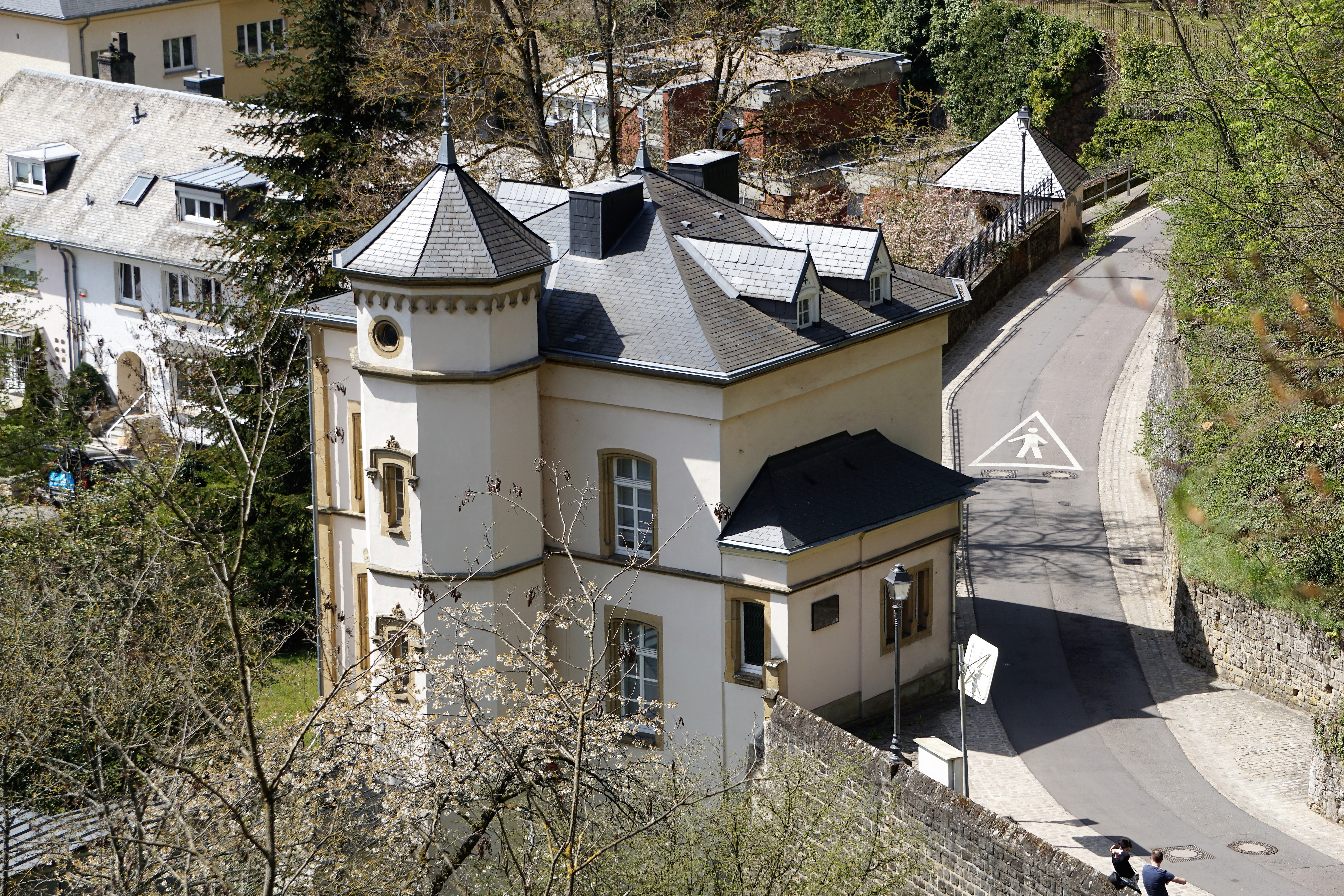
Geboortehuis van Robert Schuman
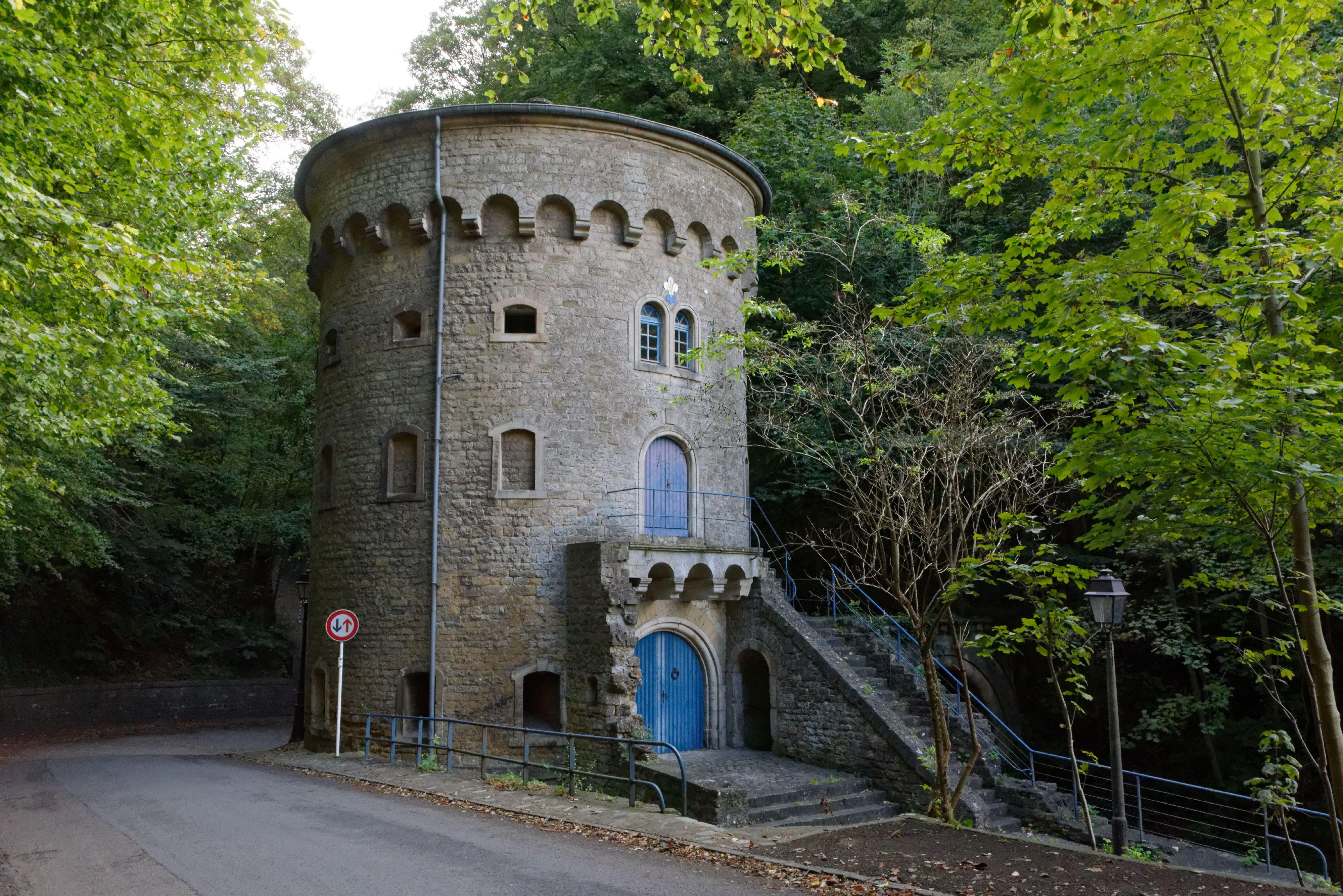
Malakoff-toren
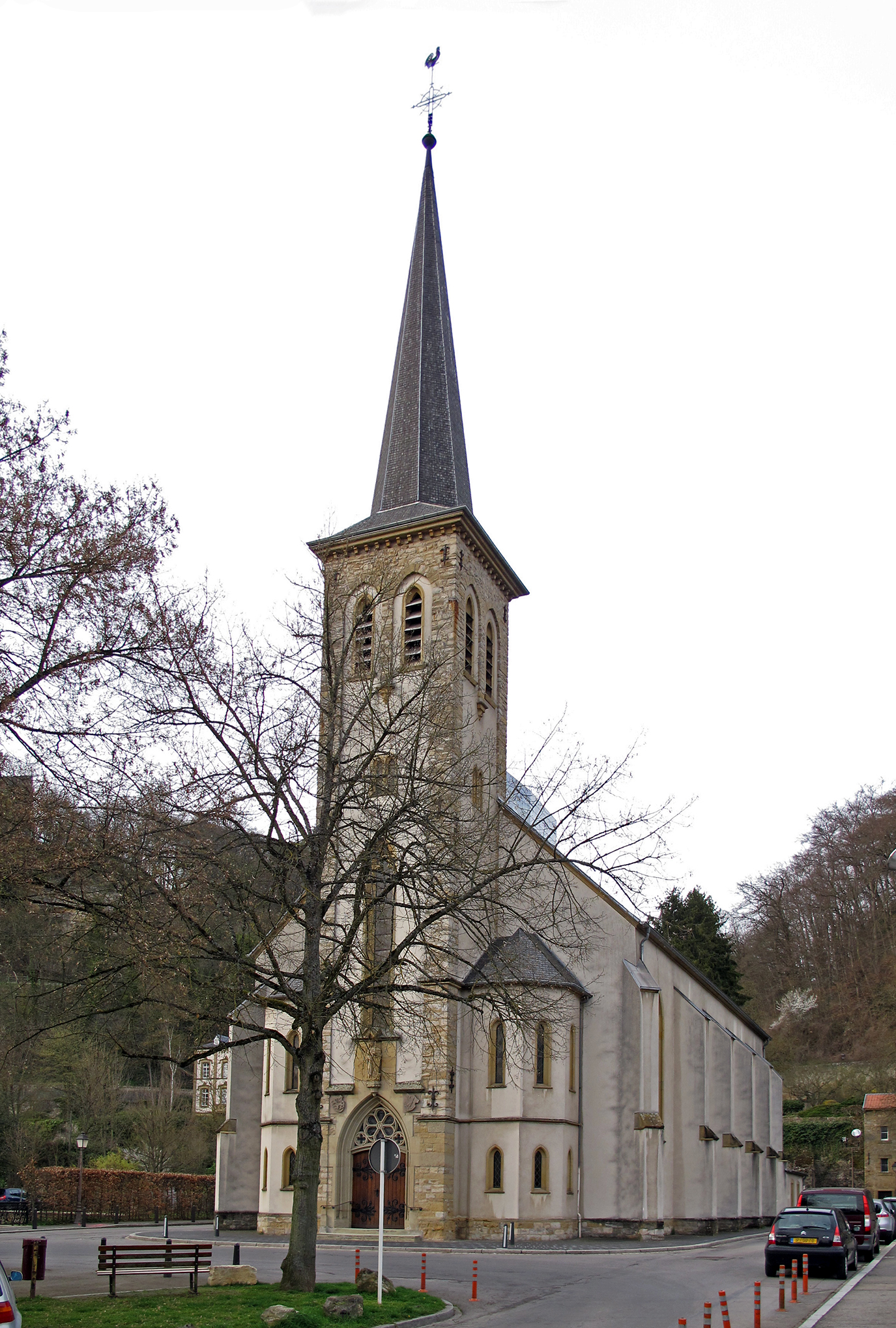
Sint-Cunegondekerk
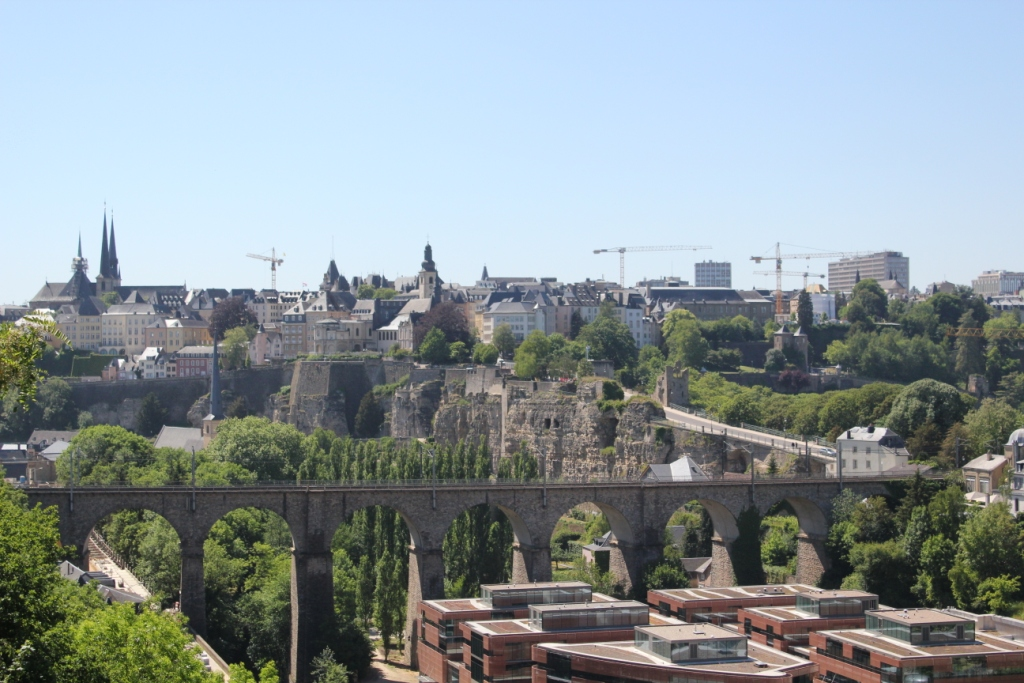
Viaduct van Clausen

Beggen · Belair · Bonnevoie-Nord-Verlorenkost · Bonnevoie-Sud · Cents · Cessange · Clausen · Dommeldange · Eich · Gare · Gasperich · Grund · Hamm · Hollerich · Kirchberg · Limpertsberg · Merl · Muhlenbach · Neudorf-Weimershof · Pfaffenthal · Pulvermühl · Rollingergrund-Belair Nord · Ville-Haute (Bovenstad, centrum) · Weimerskirch